# 탄천동로
탄천동로(Tancheondong-ro Rd., 炭川東路)는 서울특별시 송파구 문정2동에서 시작하여 올림픽대로 청담 나들목에서 끝나는 도로이다. 탄천을 중심으로 동쪽에 나 있다고 해서 탄천동로로 명명되었다.
편도 2차로인 종합운동장 구간을 제외하면 대부분 구간이 편도 1차로로 구성되어있으며, 문정2동 동남권유통단지에는 편도 2차로 구간과 이면도로 구간이 혼재해있다.
대부분 구간에 신호가 없는 삼거리 형태로 되어있다보니 동부간선도로 강남구간의 보조 역할을 하고 있으며, 동부간선도로를 통행할 수 없는 오토바이 등이 북정에서 잠실까지 가장 빨리 갈 수 있도록 하는 역할을 하고 있다.

## 구성
차선수
- 북정 나들목 ~ 숯내교

이면도로, 편도 2차로(왕복 4차로) 혼재
- 숯내교 ~ 광평교사거리

편도 1차로(왕복 2차로)
- 광평교사거리 ~ 탄천교사거리

편도 1차로(일방통행, 헌릉로 방향만 통행가능)
- 탄천교사거리 ~ 잠실자동차극장사거리

편도 1차로(왕복 2차로)
- 잠실자동차극장사거리 ~ 청담 나들목

편도 2차로(왕복 4차로)

## 주요 경유 구간
북정 나들목(동부간선도로, 헌릉로) ~ (끊어짐: 미개통 구간) ~ 동남권유통단지 ~ 숯내교(새말로) ~ 광평교(중대로) ~ 탄천교(양재대로) ~ 탄천축구장(삼학사로2길) ~ 탄천1교(삼전로) ~ 탄천2교 ~ 잠실우성아파트(도곡로61길) ~ 잠실자동차극장사거리(테헤란대로) ~ 종합운동장삼거리(봉은사로) ~ 청담 나들목(올림픽대로)

## 주의사항
- 송파구 문정2동 동남권유통단지에서 헌릉로로 연결되는 도로가 아직 개통되지 않았다. 통행시 주의하기 바라며, 향후 헌릉로와 연결이 예정되어있다.
- 이 도로는 일반 도로로 분류되어있어 오토바이, 자전거, 보행자 모두 통행할 수 있다. 하지만 숯내교 ~ 잠실자동차극장사거리 구간은 도로의 폭이 좁은데다 인도가 없으므로 자전거, 보행자는 통행하지 않기를 권한다. 이에 대한 대체도로는 삼전로2길, 양재대로, 탄천 자전거도로 등이 있다.

## 연결도로
- 기점인 북정 나들목에서는 향후 동부간선도로 및 헌릉로와 연결될 예정이다.
- 종점인 청담 나들목에서는 올림픽대로와 연결된다.